# Simonetta Bagella
Simonetta Bagella (Sassari, 25 de febrero de 1961) es una botánica, fitosocióloga, profesora, taxónoma, conservadora y exploradora italiana.
Desarrolla actividades académicas y científicas en el Departamento de Botánica, ecológica y geológica, de la Universidad de Sassari.

## Carrera
Licenciada en ciencias naturales por la Universidad de Sassari, 110/110 e lode. Entre 1986 a 1989 tuvo una beca de estudio por el Consorzio Ricerche Sardegna, Progetto I.Agr.In. para el "Corso di formazione triennale in Agrometeorologia e Telerilevamento”. En 2000, obtuvo su doctorado con la defensa de la tesis “Produzioni zootecniche e foraggere in aree collinari e montane”. Università degli studi di Ancona.
Su carrera académica se llevó a cabo en Sassari:
- investigadora de la Universidad (2001);
- profesora asociada de la Universidad (2002-2005);
- desde 2001, profesora de Botánica Aplicada y Ambiental (BIO / 03).

Enseña Ecología Vegetal en la Licenciatura en Ambiente y Ciencias Naturales, Aplicadas, Geobotánica. Y aplicaciones en ecología del paisaje en la licenciatura magisterial en Ambiente y Ordenación del Territorio. Enseña en Maestros, Escuelas de Verano Internacionales, Formación y Calificación Cursos regionales.
Es miembro de la Facultad de la Escuela de Doctorado en Biología Ambiental (Universidad de Sassari).
Coopera activamente con diferentes Centros de investigación nacionales y europeos; ha estado en programas internacionales, nacionales y regionales de investigación sobre biodiversidad vegetal y manejo in situ (áreas protegidas) Conservación.
Sus principales líneas de investigación son: biología vegetal, biología de la conservación, ecología vegetal, biodiversidad, ambiente costero, Long Term Ecological Research - LTER.

## Algunas publicaciones
- a. Deiana, s. Bagella, m. Milanese, r. Filigheddu. 2016. Plant exploitation and cultural landscape related to the Medieval village of Geridu (Sardinia, Italy). Plant Biosystems DOI: 10.1080/11263504.2016.1165750

- giuseppe Fenu, carlo Blasi, gianluigi Bacchetta, simonetta Bagella, maria Caria. 2014. Is time on our side? Strengthening the link between field efforts and conservation needs. Biodiversity & Conservation

- stefania Pisanu, e. Farris, m.c. Caria, rossella Filigheddu, m. Urbani, a. Bagella. 2014. Vegetation and plant landscape of Asinara National Park (Italy) Archivado el 17 de julio de 2019 en Wayback Machine.. Plant Sociology 51 (1): 31 - 57.

- g. Rossi, c. Montagnani, t. Abeli, d. Gargano, l. Peruzzi, g. Fenu, s. Magrini, m. Gennai, b. Foggi, r.p. Wagensommer, s. Ravera, a. Cogoni, m. Aleffi, a. Alessandrini, g. Bacchetta, simonetta Bagella, f. Bartolucci, g. Bedini, l. Bernardo, m. Bovio, m. Castello, et. al. 2013. Are Red Lists really useful for plant conservation? The New Red List of the Italian Flora in the perspective of national conservation policies. Pl. Biosyst. doi: 10.1080/11263504.2013.868375 [en línea 16 dic 2013]

- s. Bagella, m.c. Caria 2011. Vegetation series: a tool for the assessment of grassland ecosystem services in Mediterranean large-scale grazing systems Archivado el 3 de febrero de 2019 en Wayback Machine.. Fitosociologia 48 (2) supl. 1: 47 - 54.

- -------------, m.c. Caria, e. Farris, rosella s. Filigheddu. 2009. Plant distribution in Mediterranean temporary wet habitats: implications for conservation. Plant Biosystems: 143 (3): 435 - 442.

- gianluigi Bacchetta, simonetta Bagella, edoardo Biondi, emmanuele Farris, rossella s. Filigheddu, luigi Mossa. 2009. Vegetazione forestale e serie di vegetazione della Sardegna (con rappresentazione cartografica alla scala 1: 350.000). Società italiana di fitosociologia 46, 82 p.

- s. Bagella, m.c. Caria, e. Farris, rosella Filigheddu. 2007. Issues related to the classification of Mediterranean temporary wet habitats according to the European Union Habitats Directive. Fitosociologia 44 (2) 1: 245 - 249

- g. Bacchetta, s. Bagella, e. Biondi, e. Farris, rosella Filigheddu, l. Mossa. 2004. A contribution to the knowledge of the order Quercetalia ilicis Br.-Bl. ex Molinier 1934 of Sardinia. Fitosociologia 41 (1): 29 - 51 ISSN 1125-9078.

- ----------------, ------------, -----------, -----------, ------------------------, ----------. 2004. A contribution to the knowledge of the order Quercetalia ilicis Br.-Bl. ex Molinier 1934 of Sardinia. Fitosociologia 41 (1): 29 - 51.

- ----------------, ------------, -----------, -----------, ------------------------, ----------. 2003. Su alcune formazioni a Olea europaea L. var. sylvestris Brot. della Sardegna. Fitosociologia 40 (1): 49 - 53.

- simonetta Bagella. 2001a. Valore pastorale delle associazioni vegetali: un esempio di applicazione nell’Appennino umbro-marchigiano (Italia). Fitosociologia: 38 (1): 153 - 165.

- ---------------------. 2001b. Gestione e conservazione delle praterie dell’Appennino umbro-marchigiano. In a cura di G. F. Greppi e G. Enne: Atti del 36° Simposio Internazionale di Zootecnia “Prodotti di origine animale: qualità e valorizzazione del territorio” Portonovo (Ancona, 27 de abril de 2001): 1-8.

## Honores

### Membresías
- de la junta de asesoramiento de la Sociedad Italiana de Ciencias de la vegetación (SISV)
- del Consejo Editorial de publicación científica fitosociología.[2]
- La abreviatura «Bagella» se emplea para indicar a Simonetta Bagella como autoridad en la descripción y clasificación científica de los vegetales.[6]